# Chwalimierz (Borowe)
Chwalimierz (do 1945 niem. Qualmer) – przysiółek wsi Borowe w gminie Iłowa (powiat żagański, województwo lubuskie) w Borach Dolnośląskich.
Leży przy leśnej drodze z Borowego do Wymiarek. W bezpośrednim sąsiedztwie osady, w rejonie stawów hodowlanych, ciek Otwiernica zasila Czernicę.
W latach 1975–1998 miejscowość administracyjnie należała do województwa zielonogórskiego.